# Tchécoslovaquie aux Jeux olympiques d'hiver de 1928
Cet article contient des informations sur la participation et les résultats de la Tchécoslovaquie aux Jeux olympiques d'hiver de 1928 à Saint-Moritz en Suisse. La Tchécoslovaquie était représentée par 25 athlètes. 
La délégation tchécoslovaque a récolté une médaille de bronze. Elle a terminé au 8e rang du classement des médailles.

## Médaille
| Médaille                            | Nom            | Sport      | Compétition |
| ----------------------------------- | -------------- | ---------- | ----------- |
| Médaille de bronze, Jeux olympiques | Rudolf Purkert | Saut à ski | Hommes      |